# Amerila astreus
Amerila astreus är en fjärilsart som beskrevs av Dru Drury 1773. Amerila astreus ingår i släktet Amerila och familjen björnspinnare. Inga underarter finns listade i Catalogue of Life.